# Södra Ljunga distrikt
Södra Ljunga distrikt är ett distrikt i Ljungby kommun och Kronobergs län. Distriktet ligger sydost om Ljungby. 

## Tidigare administrativ tillhörighet
Distriktet inrättades 2016 och utgörs av socknen Södra Ljunga i Ljungby kommun.
Området motsvarar den omfattning Södra Ljunga församling hade 1999/2000.